# Rhizonubecula
Rhizonubecula es un género de foraminífero bentónico considerado un sinónimo posterior de Cornuspiramia de la subfamilia Nubeculinellinae, de la familia Nubeculariidae, de la superfamilia Cornuspiroidea, del suborden Miliolina y del orden Miliolida. Su especie tipo era Rhizonubecula adherens. Su rango cronoestratigráfico abarca el Holoceno.

## Discusión
Clasificaciones más recientes incluyen Rhizonubecula en la superfamilia Nubecularioidea.

## Clasificación
Rhizonubecula incluía a la siguiente especie:
- Rhizonubecula adherens